# Mary E. Pulsifer Ames

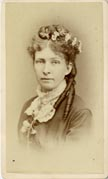
Mary Ellen Pulsifer Ames

Mary Ellen Pulsifer Ames (1843-21 de marzo de 1902) fue una botánica estadounidense.
Junto con Rebecca Merritt Smith Leonard Austin y su hija C. C. Bruce, Ames investigó la vegetación del noroeste de California, especialmente sobre el agente polinizador de la Darlingtonia californica. También aportó datos meteorológicos para el Instituto Smithsoniano. La planta Astragalus pulsiferae fue nombrada en su honor. Falleció en San José (California).